# Lektionar 2
Lektionar 2 (nach der Nummerierung von Gregory-Aland als sigla ℓ 2 bezeichnet) ist ein griechisches Manuscript des Neuen Testaments auf Pergamentblättern. Mittels Paläographie wurde es auf das 10. Jahrhundert datiert. Zuvor hatte man es unterschiedlichen Zeitperioden zugeordnet. Scrivener datierte es auf das 9. Jahrhundert, Omont auf das 14. Jahrhundert und Gregory auf das 10. Jahrhundert. Heutzutage ist die Datierung auf das 10. Jahrhundert gemeinhin akzeptiert.

## Beschreibung
Der Kodex enthält Lektionen der Evangelien (Evangelistarium) zusammen mit einigen Lakunen. Es ist in griechischer Unzialhandschrift auf 257 Pergamentblättern (28,6 × 21,8 cm) beschrieben. Jede Seite hat 2 Spalten mit je 18 Zeilen.

## Geschichte
Ursprünglich gehörte dieses Manuskript Colbert. Es wurde eingehend von Wettstein und Scholz untersucht.
Der Kodex befindet sich jetzt in der Bibliothèque nationale de France (Gr. 280).